# Зелёнкин, Виктор Васильевич
Ви́ктор Васи́льевич Зелёнкин (род. 27 января 1947, Москва) — российский политический деятель, врач. Депутат Государственной Думы I созыва.

## Ранние годы
Родился в семье военнослужащего. Отец — авиатор, мать — зоотехник. Окончил Ивановский государственный медицинский институт в 1972 году.

## Работа врачом
- В 1972—1974 — хирург-травматолог госпиталя для инвалидов Великой Отечественной войны.
- В 1974—1977 работал в поликлинике Ивановского меланжевого комбината им. К. И. Фролова. Занимался исследованиями травматизма на текстильных предприятиях.
- В 1977—1981 вновь работал в госпитале.
- В 1981—1991 — руководитель научно-исследовательского сектора Медицинского института, создал первую в стране отраслевую лабораторию реабилитации и Центр реабилитации текстильщиков.

Автор более 30 научных работ, 12 рацпредложений.

## Политик
В 1990—1993 — депутат, в 1992-1993 — председатель Ивановского городского Совета народных депутатов.
В 1993—1995 — депутат Государственной думы первого созыва (от Ивановского одномандатного округа № 79; выдвинут избирательным блоком «Выбор России»). Член фракции «Выбор России». Член Комитета по вопросам местного самоуправления, председатель подкомитета по вопросам судебно-правовой защиты местного самоуправления. Член Комиссии Госдумы по мандатным вопросам и вопросам депутатской этики.
В январе 1994 года возглавил Антифашистский комитет России.
С 1994 был членом политсовета партии «Демократический выбор России», курировал в партии региональную проблематику. В 1995 участвовал в выборах в Государственную думу второго созыва по списку ДВР и Ивановскому избирательному округу. Затем был заместителем начальника управления президента России по вопросам местного самоуправления.
Главный эксперт председателя правления РАО «ЕЭС России». С июля 2003 — член оргкомитета Совета по национальной конкурентоспособности, затем — член этого Совета.
Жена — врач-терапевт, есть 2 сына.